# Rhyl F.C.
Rhyl Football Club (wal. Clwb Pêl Droed Y Rhyl) – walijski klub piłkarski z siedzibą w mieście Rhyl.

## Osiągnięcia
- Mistrz Walii: 2003/04, 2008/09
- Wicemistrz Walii (2): 2004/05, 2006/07
- Puchar Ligi (League Challenge Cup) (2): 2002/03, 2003/04
- Puchar Walii (Welsh Cup) (4): 1951/52, 1952/53, 2003/04, 2005/06
- Finał Pucharu Walii (4): 1926/27, 1929/30, 1936/37, 1992/93
- Amatorski Puchar Walii: 1971/72
- Mistrz ligi Cheshire County League (3): 1947/48, 1950/51, 1971/72

## Historia
Historia futbolu w mieście Rhyl rozpoczęła się w drugiej połowie lat 70. XIX wieku, kiedy powstało tu wiele klubów piłkarskich. Rhyl FC założony został w 1883 roku, a w 1890 klub należał do grona założycieli ligi walijskiej (Welsh League), z której jednak rok później wycofał się. W 1893 klub zmienił nazwę na Rhyl Atletic i był członkiem założycielem ligi North Wales Coast League, którą wygrał w sezonie 1894/95. W 1898 Rhyl Athletic wspólnie z klubem Rhyl Town przystąpiły wspólnie do angielsko-walijskich rozgrywek znanych pod nazwą The Combination. Pomimo kryzysu finansowego piłkarze z Rhyl brali udział tych rozgrywkach aż do ich końca, który nastąpił na zakończenie sezonu 1910/1911.
Klub ponownie przystąpił do rozgrywek North Wales Coast League, tym razem pod nazwą Rhyl United. Po I wojnie światowej klub przeniósł się do ligi North Wales Alliance, by w 1921 roku stać się członkiem założycielem ligi Welsh National League. Ligę tę piłkarze z Rhyl wygrali w sezonie 1925/26. W 1928 roku klub powrócił do nazwy Rhyl Athletic i stał się spółką z ograniczoną odpowiedzialnością. Z powodu zamieszania, jaki ogarnął walijski futbol na początku lat 30. piłkarze z Rhyl postanowili spróbować szczęścia w lidze miasta Birmingham i okolic (West Midlands Regional League). Ponieważ ciągłe wyjazdy do Birmingham były dla klubu zbyt uciążliwe, w 1936 przeniesiono się do ligi Cheshire County League, rozpoczynając jeden z najlepszych okresów w historii klubu.
W pierwszych latach po drugiej wojnie światowej Rhyl dwukrotnie wygrał ligę – w 1947/48 i 1950/51, oraz dwa razy z rzędu zdobył Puchar Walii (Welsh Cup) – w 1952 pokonał Merthyr Tydfil 4:3, a w 1953 Chester City 2:1. Kolejne lata w lidze Cheshire County League były dla klubu przeciętne, toteż kolejne zwycięstwo przyszło dopiero w 1972 roku. Po rozwiązaniu ligi Cheshire County League w 1982 roku Rhyl przystąpił do rozgrywek ligi North West Counties League, uzyskując wkrótce awans do ligi Northern Premier League w jej pierwszym sezonie. W 1992 z powodu zbyt późnego zgłoszenia piłkarze klubu Rhyl nie wzięli udziału w rozgrywkach pierwszej ligi walijskiej (League of Wales) i przystąpili do rozgrywek drugiej ligi walijskiej (Cymru Alliance). W sezonie 1993/94 Rhyl zwyciężył drugą ligę i awansował do pierwszej ligi.
Sukcesy w lidze walijskiej na początku XXI wieku, w tym największy – mistrzostwo Walii w sezonie 2003/04 – pozwoliły klubowi wystąpić w europejskich pucharach.

## Europejskie puchary
Legenda do wszystkich tabel:
- Q – runda eliminacyjna, 1/16, 1/8, 1/4, 1/2 – odpowiednia faza rozgrywek, Grupa – runda grupowa, 1r gr – pierwsza runda grupowa, 2r gr – druga runda grupowa, F – finał, R – runda, PO – play-off
- k. – rzuty karne, los. – losowanie, Dogr. – dogrywka, w. – zasada bramek strzelonych na wyjeździe

| Sezon   | Rozgrywki        | Runda | Przeciwnik        | Dom | Wyjazd | Ogólnie |
| ------- | ---------------- | ----- | ----------------- | --- | ------ | ------- |
| 2004/05 | Liga Mistrzów    | 1Q    | Skonto FC         | 1–3 | 0–4    | 1–7     |
| 2005/06 | Puchar UEFA      | 1Q    | Atlantas Kłajpeda | 2–1 | 2–3    | 4–4, w. |
| 2005/06 | Puchar UEFA      | 2Q    | Viking            | 0–1 | 1–2    | 1–3     |
| 2006/07 | Puchar UEFA      | 1Q    | Sūduva            | 0–0 | 1–2    | 1–2     |
| 2007/08 | Puchar UEFA      | 1Q    | Haka              | 3–1 | 0–2    | 3–3, w. |
| 2008    | Puchar Intertoto | 1R    | Bohemians         | 2–4 | 1–5    | 3–9     |
| 2009/10 | Liga Mistrzów    | 2Q    | Partizan          | 0–4 | 0–8    | 0–12    |